# 马斯图拉·阿达兰

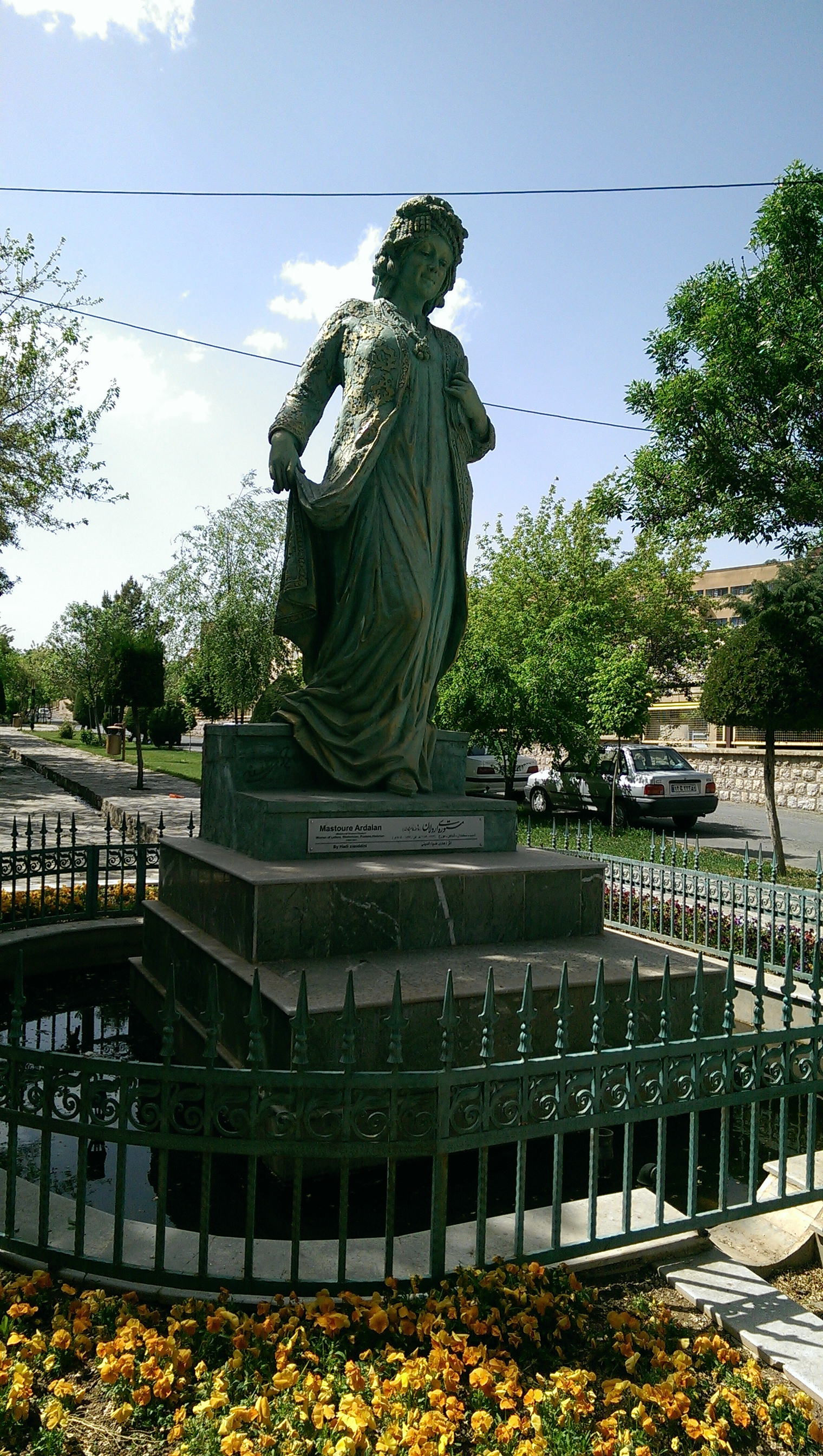
位於萨南达季的馬斯圖拉·阿達蘭雕像

馬斯圖拉·阿達蘭（：‎，羅馬化：Mastura Ardalan，1805年—1848年），庫爾德語詩人及歷史學家。她的本名是馬赫莎拉夫·哈諾姆（ماھ شەرەف خانم），馬斯圖拉是她的筆名。她誕生於萨南达季，出身自有名的库尔德人卡達里雅尼卡家族（قادرییەکانی），該家族最早發源於哈马丹，為蘇菲派的追隨者，在庫爾德斯坦地區備受尊崇。

## 生平
她的父親是阿博哈桑·拜格（ئەبولحەسەن بەگ），她的丈夫霍斯勞·哈尼·阿達蘭（خو‌سرەو خانی ئەردەلان），是當時立國於东库尔德斯坦地區阿達蘭王朝的統治者，在他們夫妻共同的詩集裡有許多對相互之間愛意的描寫。1848年她在蘇萊曼尼亞去世，並埋葬於此地。她可說是最負盛名的庫爾德語詩人和作家之一。

## 诗歌
她自幼便在父親親自教導及督促下學習庫爾德語和波斯语，因而能同時用這兩種語言來寫作詩歌，可惜她的許多作品已經遺失，僅有4000多行詩句存世，這些詩句於1926年在德黑兰出版。
著名詩句
گرفتارم بە نازی چاوەکانی مەستی فەتتانت  بریندارم بە نێشی سینەدۆزی تیری موژگانت

我被你美麗的雙眼所吸引，我被你如箭的睫毛所傷害。

## 作品
- 《阿達蘭的歷史》，這本書對於研究阿達蘭王朝的歷史極富研究價值，她是19世紀末為數不多寫作關於庫爾德歷史的女性。
- 《詩歌集》，所用語言為庫爾德語和波斯語。
- 《馬斯圖拉的信仰》，其內容主要有關於伊斯蘭教中的沙斐儀教派，此書是少數從女性觀點出發來寫作的伊斯蘭宗教文學。